# Батискаф

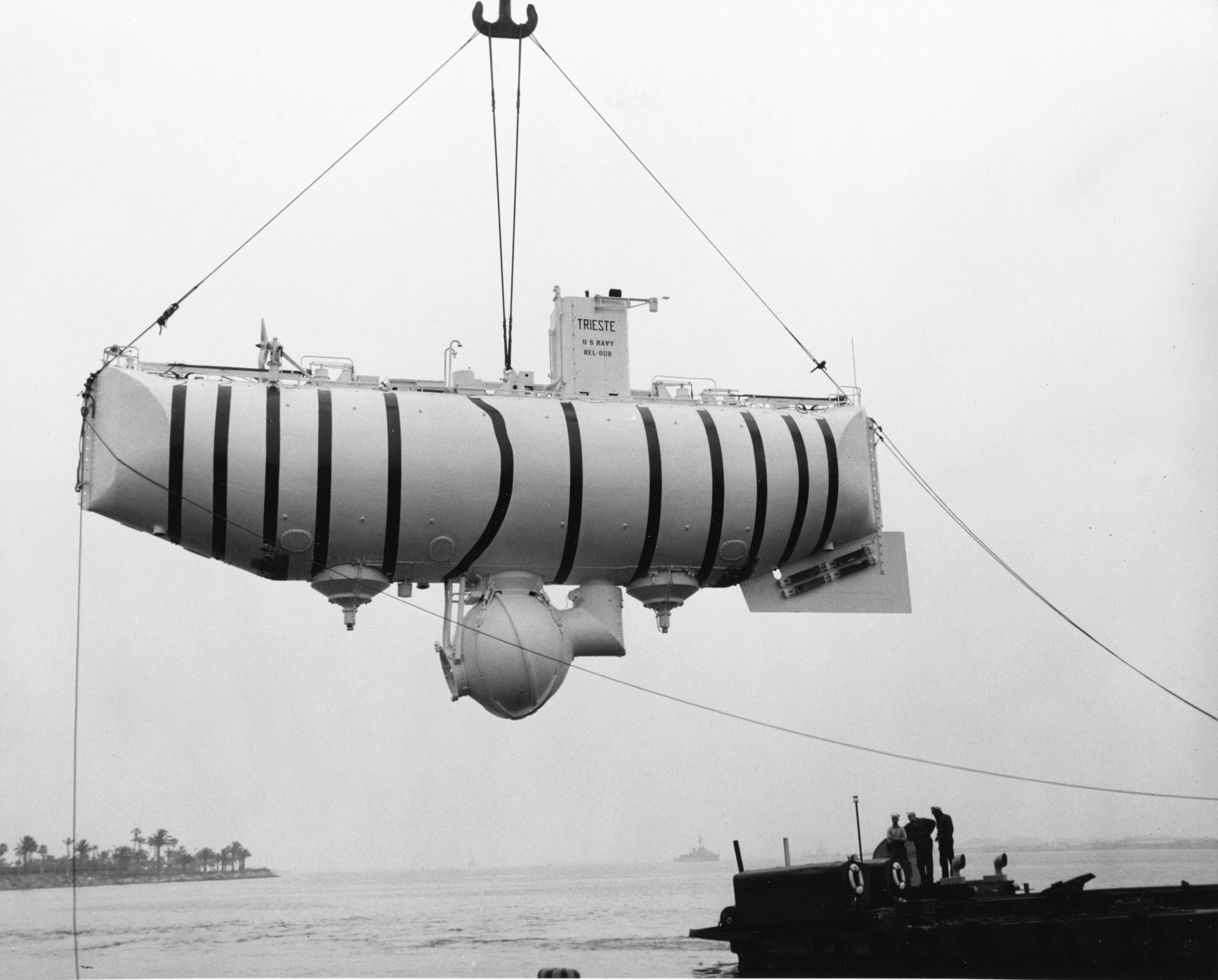
Батискаф Трієст (США)

Батиска́ф (грец. bathos — глибина та skaphos — судно) — глибоководна сталева камера, сферичної або сферично-циліндричної форми, з апаратурою для спостережень, досліджень на великій морській глибині і механізмами для самостійного пересування під водою (на відміну від батисфери, яку опускають на тросі). Застосовується, зокрема, для глибоководних досліджень та підводних робіт.
Винахідник першого батискафа — Огюст Пікар (Auguste Piccard)
Перший батискаф будувався та випробовувався в Бельгії у 1945-48 роках. Пересування забезпечувалося електродвигунами з батареями.
Другий батискаф Пікара створений разом із сином Жаком — «Трієст» — був спущений на воду в серпні 1953. Він мав два резервуари водню і 11 бензобаків. Названий на честь вільної території Трієст, влада якого частково просубсидувала його будівництво.
«Трієст», подібно до інших батискафів, був герметичною сталевою гондолою сферичної форми для екіпажу, прикріпленою до великого поплавця, наповненого бензином для забезпечення плавучості. Оскільки густина бензину менша за воду, у батискафі він відігравав ту ж роль, що водень або гелій — у дирижаблях.
Апарат зробив кілька занурень у Середземному морі в період з 1953 по 1957 рік. Основним пілотом став син конструктора — Жак Пікар, а в перших зануреннях також брав участь його батько, якому на той час вже виповнилося 69 років. В одному з занурень апарат досяг рекордної на той час глибини 3150 м.
1958 року «Трієст» було куплено американським військово-морським флотом, оскільки в той час Сполучені Штати стали виявляти цікавість до дослідження океанських глибин, але не мали в своєму розпорядженні подібних апаратів. Після купівлі конструкція батискафа була допрацьована — на заводі Круппа в місті Ессен (Німеччина) була виготовлена міцніша й довговічніша гондола. Нова гондола виявилася дещо важчою, й обсяг поплавця теж довелося збільшити. Основним пілотом і техніком апарату в 1958—1960 роках залишався Жак Пікар.
23 січня 1960 р. Жак Піккар разом із лейтенантом військово-морського флоту Доном Уолшом (Don Walsh) на «Трієсті» опустилися на дно Маріанського жолобу. У найглибшому місці Світового океану вони виявили існування підводної течії та живих істот (за тиску в 1100 атмосфер).
Основні технічні характеристики апарату:
- Довжина поплавця — 15 м.
- Місткість поплавця — 85 м³.
- Діаметр гондоли — 2,16 м.
- Товщина стінок гондоли — 127 мм.
- Вага гондоли в повітрі — 13 т.
- Вага гондоли у воді — 8 т.
- Екіпаж батискафа — 2 особи.

1960 року на «Трієсті» встановлено рекорд із глибини занурення — 10,915 метрів (35,810 футів).
Фактично, було досягнуто дна найглибшої в океані Маріанської западини.